# Día de la sangre
El Día de la sangre o Dies Sanguinis fue una fiesta que se celebraba en la Antigua Roma, el 24 de marzo, llamado el "Día de Belona", que era cuando los fieles devotos romanos de la diosa de la guerra Belona se autolaceraban y herían, bebiéndose la sangre sacrifical para propiciar a la deidad.
Los sacerdotes de la diosa Cibeles (gallos, galos o, en latín, galli) se autoazotaban hasta sangrar y rociaban la sangre sobre la estatua y los altares del santuario, mientras que otros se castraban a sí mismos en memoria e imitación de la emasculación de Atis, dios de la vegetación, muerto y resucitado. Estos actos, tan dolorosos y dramáticos permitían a sus fieles identificarse con su dolor y su muerte, y se les dedicaba un ciclo de fiestas, que se celebraban del 15 al 28 de marzo.
El ciclo comenzaba con la llamada entrada de la caña el día 15 por los cannephori en conmemoración de una siega sacrifical y daba comienzo un ayuno que terminaba el Dies Sanguinis. El día 22 de marzo se procedía a la entrada procesional de un pino por los dendrophori permaneciendo en el exterior, donde era adorado como un dios, símbolo de Atis, hasta que el 24 se introducía en el santuario. Ese día, donde la significación de la sangre era tan importante para el ritual y debido a que el emperador Domiciano prohibió la castración, fue sustituido por el ritual del Taurobolio, sacrificando un toro, para obtener de su sangre el elemento para proceder a un bautismo que confería al devoto una nueva vida.  
Al día siguiente, 25, se celebraba la fiesta "Hilaria", el "Día de la alegría" y de la conmemoración de la resurrección de Atis, que por celebrarse además cuando dentro del año, era el primer día en que las horas diurnas superaban a las de la noche, traía alegría y esperanza renovadas. 
La fiesta primaveral llegaba a su fin con un día muy necesaria de descanso (26 de marzo) y un último día (27 de marzo) en la que se bañaba la santa imagen de la "Gran Madre" en el río Almo, afluente del Tíber.
Estas festividades, al igual que la mayoría de fiestas paganas, desaparecieron entre los años 292 y 294 d. C. a raíz de la feroz persecución que sufrieron por parte del emperador cristiano Teodosio I, materializada por las prohibiciones derivadas del edicto de Constantinopla.